# Майер, Альберт Грегори
Альберт Грегори Майер (англ. Albert Gregory Meyer; 9 марта 1903, Милуоки, США — 9 апреля 1965, Чикаго, США) — американский кардинал. Епископ Сьюпириора с 18 февраля 1946 по 21 июля 1953. Архиепископ Милуоки с 21 июля 1953 по 8 сентября 1958. Архиепископ Чикаго с 8 сентября 1958 по 9 апреля 1965. Кардинал-священник с 14 декабря 1959, с титулом церкви Санта-Чечилия с 17 декабря 1959.